# George Washington Vanderbilt II

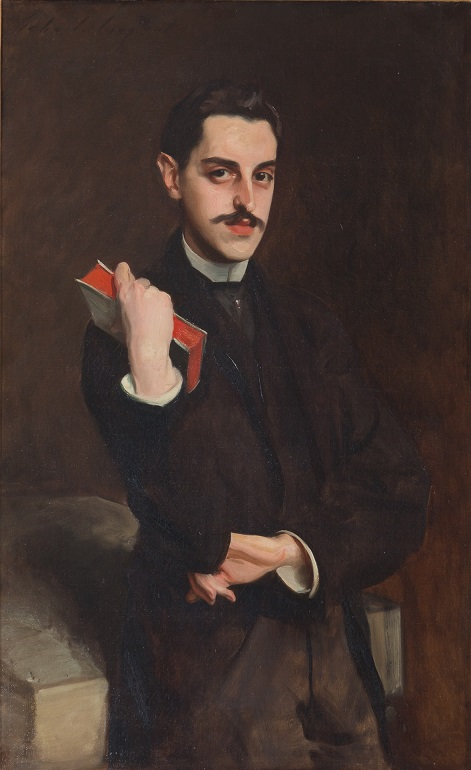
John Singer Sargent: Porträt von George Washington Vanderbilt II, Öl auf Leinwand, 1890

George Washington Vanderbilt II (* 14. November 1862 in New Dorp, Staten Island, New York; † 6. März 1914 in Washington, D.C.) war ein US-amerikanischer Kunstsammler. Er war ein Mitglied der berühmten Vanderbilt-Familie.

## Leben
Er war das jüngste Kind des US-amerikanischen Unternehmers William Henry Vanderbilt und Maria Louisa Kissam.
Vanderbilt errichtete das Biltmore Estate, dessen Eigentümer er war. Er war mit der Frauenrechtlerin Edith Stuyvesant Vanderbilt (1873–1958) verheiratet und hatte mit ihr eine Tochter Cornelia Stuyvesant Vanderbilt.
Zusammen mit seiner Ehefrau reiste er viel und fand schnell Kontakt zur europäischen High Society in London, Paris, Venedig, Rom, Capri und München. Die Bankette, Tanzbälle, Gartenpartys, Dinners, Fuchsjagden, Tanzabende und Kostümfeste der europäischen Hoch- und amerikanischen Geldaristokratie waren berühmt und füllten die Gesellschaftsspalten der Zeitungen. Um vor der Hektik des Lebens zu entfliehen, zog sich das Ehepaar in deren Herrenhaus Biltmore Estate, erbaut vom Architekten Richard Morris Hunt, in Asheville, North Carolina zurück. 1912 buchte er mit seiner Ehefrau eine Passage auf dem Passagierschiff Titanic, doch kurzfristig entschieden sie sich, nicht an der Fahrt teilzunehmen und buchten auf die Olympic um. Ihr Gepäck und ihr Dienstbote Edwin Wheeler waren jedoch bereits an Bord der Titanic. Wheeler kam bei dem Unglück ums Leben.
1914 verstarb Vanderbilt plötzlich aus ungeklärter Ursache eine Woche nach einer Blinddarm-Operation. Seine Grabstätte befindet sich im Familienmausoleum der Vanderbilts auf dem mährischen Friedhof in New Dorp, Staten Island, New York.